# Plectrohyla celata
Plectrohyla celata är en groddjursart som först beskrevs av Kevin R. Toal och Joseph R. Mendelson 1995.  Plectrohyla celata ingår i släktet Plectrohyla och familjen lövgrodor. IUCN kategoriserar arten globalt som akut hotad. Inga underarter finns listade i Catalogue of Life.